# Osseta
L'osseta o osset (osseta: Ирон æвзаг, Iron ævzhag o Иронау, Ironau; persa: اوسِتی) és una llengua irànica parlada pels ossetes als estreps del Caucas, a la frontera entre Rússia i Geòrgia.
L'àrea pertanyent a Rússia és coneguda com a Ossètia del Nord - Alània (capital: Vladikavkaz), mentre que la que pertany a Geòrgia és anomenada Ossètia del Sud (capital: Tskhinvali). Els parlants de l'osseta són uns 500.000, el 60% dels quals viuen a Alània i un 15% a Ossètia del Sud.
L'osseta, juntament amb el persa tat i el talix, és una de les principals llengües iràniques del Caucas, amb una comunitat de parlants considerable. Prové de la llengua dels alans, que formaven part dels sàrmates, un poble nòmada. Es creu que és l'única llengua supervivent de les derivades de les llengües sàrmates.

## Dialectes
Té dos dialectes principals: l'iron i el digor, el primer dels quals és el més parlat. L'osseta escrit es reconeix immediatament per l'ús de la lletra æ, que no es troba en cap més llengua de les que utilitzen l'alfabet ciríl·lic.

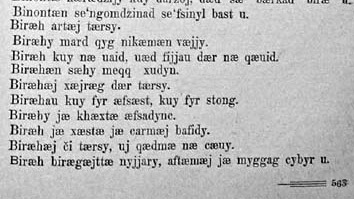
Text osseta d'un llibre publicat el 1935

## Alfabet
La forma literària de la llengua té 35 fonemes: 26 consonants, 7 vocals i 2 diftongs.
Alfabet ciríl·lic (des de 1937): А/а, Ӕ/ӕ, Б/б, В/в, Г/г, Гъ/гъ, Д/д, Дж/дж, Дз/дз, Е/е, Ё/ё, Ж/ж, З/з, И/и, Й/й, К/к, Къ/къ, Л/л, М/м, Н/н, О/о, П/п, Пъ/пъ, Р/р, С/с, Т/т, Тъ/тъ, У/у, Ф/ф, Х/х, Хъ/хъ, Ц/ц, Цъ/цъ, Ч/ч, Чъ/чъ, Ш/ш, Щ/щ, Ъ/ъ, Ы/ы, Ь/ь, Э/э, Ю/ю, Я/я.
Alfabet romà (1923-1937): A/a, Æ/æ, B/b, C/c, Č/č, D/d, E/e, F/f, G/g, H/h, I/i, J/j, K/k, L/l, M/m, N/n, O/o, P/p, Q/q, R/r, S/s, Š/š, T/t, U/u, 
V/v, X/x, Y/y, Z/z, Ž/ž

## Ús de la llengua

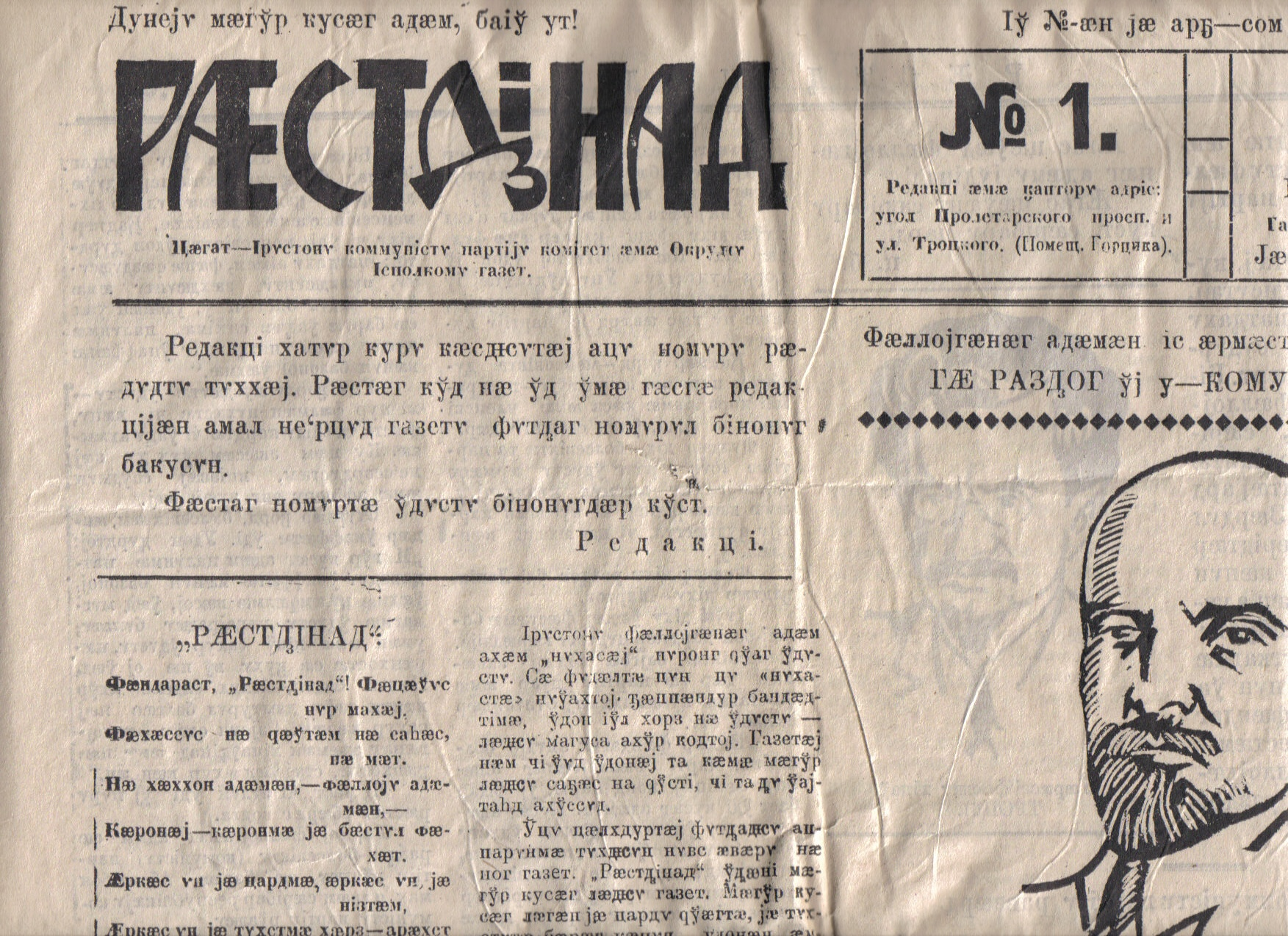
El diari Ræstdzinad en osseta, 1923

El primer llibre imprès en osset aparegué el 1798. El primer diari, Iron Gazet, s'edità el 23 de juliol de 1906 a Vladikavkaz.
Mentre que l'osset és llengua oficial tant a la part septentrional com la meridional, juntament amb el rus, el seu ús es limita a publicar noves lleis en diaris ossets.
Hi ha dos diaris principals en osset: Ræstdzinad (Рæстдзинад, "Veritat") al Nord i Xurzærin (Хурзæрин, "Arc de Sant Martí") al sud. Alguns petits diaris de districtes escriuen en osset part dels articles. Hi ha una revista mensual Max dug (Мах дуг, "La nostra era"), dedicat a la poesia i a la ficció literària.
L'osseta és ensenyat a les escoles secundàries i els nadius en llengua osseta poden rebre cursos de literatura osseta.